# George de la jungle (film)
Pour les articles homonymes, voir George de la jungle.
Série
George de la jungle 2
(2003)
Pour plus de détails, voir Fiche technique et Distribution.
George de la jungle ou Georges de la jungle au Québec (George of the Jungle) est un film américain réalisé par Sam Weisman, sorti en 1997.

## Synopsis
À la suite d'un écrasement d'avion, George alors enfant est recueilli par les animaux de la jungle. Adulte, il devient le roi de celle-ci entouré de ses amis : un gorille nommé 'Singe' et des autres, Tookie le toucan et Shep l'éléphant qui se prend pour un chien.
Un jour, Ursula Stanhope, une Américaine en quête de frisson, le rencontre et ils tombent amoureux mais son fiancé Lyle veille et cherche à entrer en conflit avec le héros.

## Fiche technique
Sauf mention contraire, cette fiche technique est établie à partir d'IMDb.
- Titre original : George of the Jungle
- Titre français : George de la jungle
- Réalisation : Sam Weisman
- Scénario : Dana Olsen et Audrey Wells, adapté du dessin animé George de la jungle de Jay Ward et Bill Scott
- Direction artistique : David M. Haber, Mark Zuelzke
- Décors : Kathryn Peters
  - Création des décors : Stephen Marsh
- Costumes : Lisa Jensen
- Photographie : Thomas E. Ackerman
- Son : Stephen Balliet
  - Mixage son : Mel Metcalfe, Terry Porter, Dean A. Zupancic
  - Montage son : Jim Brookshire, Kurt Nicholas Forshager, Albert Gasser, Doug Jackson, Nils C. Jensen
  - Montage son : David Kern, Nancy MacLeod, Donald J. Malouf, Joe Milner, Jon Title
- Montage : Roger Bondelli et Stuart H. Pappé
- Distribution des rôles : Cathy Sandrich Gelfond et Amanda Mackey
- Musique : Marc Shaiman
- Effets spéciaux : Jay Bartus, Mark W.J. Borg, Kam Cooney, Ken Ebert, Alan B. Hafemann, Don Hathaway, Nicholas J. Horvatich II, Richard Kennedy, Jeffrey Machit, James Nagle
- Effets spéciaux : Nicholas Radell, Robert Ross, Paul Sabourin, Harold Selig, Mike Smith, Jeff Stonskas, Mike Wever, Ross Young, Wayne Burnes (non crédité)
- Maquillage : Bryan D. Furer, Ashlee Petersen, Heidi Seeholzer, Perri Sorel
- Coiffure : Voni Hinkle, Alicia M. Tripi
- Cascades : Eddy Donno, Danny Epper, John Evanko, Jeff Evans, Kevin L. Jackson
  - Coordinateur de cascades : Phil Adams
  - Doublure pour les cascades : Seth Arnett (doublure de Greg Cruttwell), Steve Blalock et Tim Rigby (doublure de Thomas Haden Church)
  - Doublure pour les cascades : Mark Ginther (doublure d'Abraham Benrubi), Patricia M. Peters et Nancy Thurston (doublure de Leslie Mann)
  - Doublure pour les cascades : Joey Preston et Jeff Jones (doublure de Brendan Fraser)
- Production : Jon Avnet, David Hoberman et Jordan Kerner
  - Producteur délégué :	C. Tad Devlin
  - Producteur associé : Terry Austin et Paula M. Endara
  - Coproducteur : Lou Arkoff
  - Producteur post-production : Mario Iscovich
- Société de production : Walt Disney Pictures, Mandeville Films, Avnet/Kerner Productions, Banana Pictures
- Société de distribution : 
  -  États-Unis : Buena Vista Pictures, Buena Vista Home Entertainment (DVD)
  -  États-Unis : Cinemax (Télévision), Home Box Office (HBO) (Télévision), Walt Disney Home Video (VHS)
  -  France : Gaumont Buena Vista International (GBVI)
- Pays de production : États-Unis
- Format : Couleurs - 1,78:1 - son Dolby numérique - 35 mm
- Genre : Comédie, Aventure, Action
- Durée : 92 minutes
- Dates de sortie :
  - États-Unis : 16 juillet 1997
  - France : 13 septembre 1997 (Festival du cinéma américain de Deauville)
  - France : 15 octobre 1997

## Distribution
- Brendan Fraser (VF : Emmanuel Curtil ; VQ : Pierre Auger) : George Primate
- Leslie Mann (VF : Claire Keim ; VQ : Aline Pinsonneault) : Ursula Stanhope
- Richard Roundtree (VF : Daniel Kamwa ; VQ : Victor Désy) : Kwame
- Thomas Haden Church (VF : Renaud Marx ; VQ : Benoît Rousseau) : Lyle Van de Groot
- John Cleese (VF : Patrick Bouchitey ; VQ : Bernard Fortin) : un gorille nommé 'Frère Loi, Singe Primate' (voix)
- Greg Cruttwell (VF : Patrick Noérie ; VQ : Daniel Picard) : Max Van de Groot
- Abraham Benrubi (VQ : Yves Corbeil) : Thor Van de Groot
- Holland Taylor (VF : Marion Game ; VQ : Diane Arcand) : Béatrice Stanhope, la mère d'Ursula
- Kelly Miller (VF : Sophie Deschaumes) : Betsy
- John Bennett Perry (VF : Joël Martineau ; VQ : Mario Desmarais) : Arthur Stanhope, le père d'Ursula
- Michael Chinyamurindi (VF : Tola Koukoui ; VQ : François L'Écuyer) : N'Dugo
- Lydell M. Cheshier : Baleto
- Keith Scott (VF : Emmanuel Jacomy ; VQ : Luis de Cespedes) : le narrateur
- Willie Brown (VF : Olivier Proust) : lui-même

## Box-office
Sauf mention contraire, les informations suivantes sont issues de Box Office Mojo.
- Budget : 55 000 000 $ (USD) (estimation)[3].
- Recettes du 1er week-end aux États-Unis : 16 540 791 $ (USD) (du 18 juin 1997 au 20 juin 1997)
- Recettes aux États-Unis : 105 263 257 $ (USD)
- Recettes dans le reste du monde : 69 200 000 $ (USD)
- Total des recettes dans le monde entier : 174 463 257 $ (USD)

## Autour du film
- Ce film a eu une suite en 2003 : George de la jungle 2.
- Béatrice la mère d'Ursula et Frère Loi parlent de Jane Goodall à la fin du film.
- Ceci est une adaptation du dessin animé de 1967.
- Une autre adaptation en dessin animé de 2008.
- il existe en jeu vidéo nommé George of the Jungle and the Search for the Secret.

## Distinctions
Sauf mention contraire, les récompenses et distinctions sont issues de l'IMDb.

### Nominations
- 1998 : Saturn Award du meilleur film fantastique
- 1998 : Blockbuster Entertainment Award - Favorite Actor/Actress - Family pour Brendan Fraser
- 1997 : The Stinkers Bad Movie Awards - Worst Screenplay for a Film Grossing More than $100 Million Using Hollywood Math pour Dana Olsen et Audrey Wells

### Prix
- 1998 : ASCAP Film and Television Music Awards - Top Box Office Films pour Marc Shaiman